# ニュージーランド王立協会
ニュージーランド王立協会（ニュージーランドおうりつきょうかい、The Royal Society Te Apārangi、頭字語 RSNZ＝英: The Royal Society of New Zealand）は、ニュージーランドの国立アカデミー、独立法定機関。科学・技術と、人文科学・社会科学を合わせたニュージーランドで頂点に位置する学会で、補助金を支給し政策に助言する。本部所在地はウェリントン。研究助成金（マースデン助成金および研究フェローシップなど）は、ニュージーランド官公庁の商法革新雇用省から受託して管理する。
イギリス王立協会と強力なコネクションを持ち、学界の発展に貢献する人材交流や情報交換を積極的に行っている。

## 活動趣旨
本協会は設立の1997年当時、ニュージーランド王立協会法（2012年改訂）に基づき、以下の活動趣旨を掲げる。
1. ニュージーランド社会において、科学技術を支援する文化を育むこと。これには以下が含まれ、これらに限定されない。
  1.  科学技術に関する国民の意識、知識、および理解を促進すること。
  2.  科学技術教育の推進
2. 科学技術における卓越性を奨励、促進、および認定すること
3. 科学者および技術者の専門的ニーズと発展のための基盤およびその他の支援を提供すること
4. 政府および地域社会に対し、重要な公共問題に関する専門的な助言を提供すること
5. その他、評議会の判断により、ニュージーランドにおける科学技術の進歩と促進に資する、あらゆる合法的な活動を行うこと

当協会は合計49件の科学と技術系の組織を束ね、提携団体を傘下に置く。個人会員も在籍し、上級会員は評議会が選出する。

## 歴史
その起源にあたるニュージーランド協会（1851年設立 New Zealand Society）の初代代表は、第3代ニュージーランド副王（現・ニュージーランド総督）ジョージ・グレイが務めた 。1867年にニュージーランド学会法1867 (New Zealand Institute Act 1867) が成立、それまで独立していた科学研究団体の上部組織と位置付けて「ニュージーランド学会」(New Zealand Institute) を設立すると、オークランド学会、ウェリントン哲学協会、カンタベリー哲学協会、少し遅れてオタゴ学会ほかを傘下に置いた。
植民地博物館（Colonial Museum）Te Papa（現・ニュージーランド国立博物館テ・パパ・トンガレワ）はその2年前の1865年に開館、これも当協会が運営を受託している。 
当協会は発足時から査読付き学術論文集や議事録の#出版を任されてきた。ジェームズ・ヘクターは当協会所長に着任した1867年から1903年退職まで、植民地博物館と地質調査所の責任者を兼務した。
ロンドンの王立協会に因んで、学会名をニュージーランド王立協会へ改称するためイギリス王室の勅許を願い出て、1933年5月18日付の議会立法の成立を待った。同じ1933年12月6日に「ニュージーランド王立学会法1933改訂」が施行される。
1965年に当協会の基準法は「ニュージーランド王立協会法1966改訂」を経て、現在は1997年7月14日付の「ニュージーランド王協会法1997改訂」により組織運営されている。
名称にマオリ語表記の「テ・アパーランギ」Te Apārangi（専門家集団）を付記したのは2007年である。さらに創立150周年を迎えた2017年に通称を「王立協会テ・アパーランギ」（Royal Society Te Apārangi）に短縮し、法律に定めた正式名称は引き続きニュージーランド王立協会を保っている。
2010年1月1日以降は文理融合の総合学会として、従来の科学・技術主体の学会に人文・社会科学の学会を加えた。

## 組織
| 人数 | 副議長と担当分野             |
| ---- | ---------------------------- |
| 1    | 生理学・医学                 |
| 1    | 物理学・数学・工学・技術開発 |
| 1    | 人文科学・社会科学           |

10支部、付属会派60件が所属している。最高責任者は会長が務め、任期は2年（再任可）、学会運営を担当する評議会を置き、最高責任者の同議長1名と、副議長3名を置く。評議員の構成は、学会選挙（3名）と所属会派（1名）と各支部（1名）から選出し、その他の評議員は3名を上限とする。
会員は協会規定を満たせば高校生から入会を受け付けており、また学術研究者に限らない。一般会員の会費は学生や退職者向けに割引も設定している。上級会員はフェローと呼ばれ、学士院の選考を経て選出する終身の特別会員として、学会内で特権的な地位が与えられる。

## 学識経験者の公開書簡と論争
ニュージーランド政府の任命を受けた作業部会は2021年に報告書を提出し、学校の指導要項を改訂し、西洋の科学と同じ地位を先住民族の知識（mātauranga Māori）に与えるよう答申した。これを受け、著名な学識経験者7名が連名で公開書簡を記すと「科学を擁護する」と題して時事問題の雑誌『ニュージーランド・リスナー』（New Zealand Listener）に投稿する。文中で先住民族マオリの知識は「科学そのものと定義できるレベルに達していない」点、したがって先住民の知識を科学と同じレベルに置くとかえって先住民を軽視し失望させるだけに終わると主張した。そして代案として誰もが世界の科学事業に参加する機会を得られると保証するよう提唱した。
当協会は一連の動きに対して、同書簡の署名人のうち2名がたまたま会員であったことから、両名の調査に取り掛かった。すると当協会のフェローから評議会の専横であると批判が飛び出し、もしも両名を懲戒に処すなら自らも脱退するほかはないと警告した。ブライアン・ボイド（Brian Boydオークランド大学文学教授）は『リスナー』誌掲載の書簡はどうあれ、当協会が「条件反射のように」（knee jerk）反応したと称する対応を槍玉にあげると、先住民族マオリの知識は保護の対象とされるべきで伝達はマオリに限定するべきという考え方そのものが、大学や王立協会の原則に反すると述べた。ピーター・シュヴェルトフェガー（Peter Schwerdtfeger）はマッセイ大学化学特別教授を務めており、王立協会の調査は恥ずべき行為と批判し、開かれた場で議論と話し合いに応じるように求めた。政党ニュージーランド言論の自由連合の広報担当者ジョナサン・アイリング（Jonathan Ayling）の指摘と非難は、科学の追求は言論の自由に依拠するのに、王立協会が「学問の自由という自らの遺産と伝統を放棄」した点に焦点を当てた。
それでも一部の教育者は言論の自由、学問の自由、マオリの自由（Tikanga Māori）は互いに矛盾しないと主張し、マオリのティカンガ（tikanga māori）の主任講師カーウィン・ジョーンズ（Carwyn Jones）は、「ティカンガに基づく取り組みであれば、一連の会話を参加者が集合的な理解を深めるために貢献するワーナンガ（wānanga）と位置づけて良い」と述べた。マオリの知識において対話と討論、意見の相違と挑戦、異論は常に重要であり、ティカンガのあり方とは、自由な意見交換を守り支える枠組みを提供することにあると主張した。

## 会長一覧
以下に歴代会長の名簿を示す。1867年–1933年の期間は職名に旧称「ニュージーランド学会」を、2017年以降は同じく現在の組織名を冠する。
| 氏名                | 在任期間（年） | 専門分野 |
| ------------------- | -------------- | -------- |
| Hutton, Frederick   | 1904–1905      |          |
| Hector, James       | 1906–1907      |          |
| Thomson, G. M.      | 1907–1909      |          |
| Hamilton, Augustus  | 1909–1911      |          |
| Cheeseman, Thomas   | 1911–1913      |          |
| Chilton, Charles    | 1913–1915      |          |
| Petrie, Donald      | 1915–1916      |          |
| Benham, William     | 1916–1918      | 動物学   |
| Cockayne, Leonard   | 1918–1920      |          |
| Easterfield, Thomas | 1920–1922      |          |
| Kirk, Harry         | 1922–1924      | 生物学   |
| Marshall, Patrick   | 1924–1926      |          |
| Aston, Bernard      | 1926–1928      |          |
| Thomson, Allan      | 1928           | 地質学   |
| Aston, Bernard      | 1928–1929      |          |
| Farr, Coleridge     | 1929–1931      |          |
| Segar, Hugh         | 1931–1933      |          |

| 氏名                    | 在任期間（年） | 専門分野 |
| ----------------------- | -------------- | -------- |
| Speight, Robert         | 1933–1935      |          |
| Williams, William       | 1935–1937      |          |
| Evans, William Percival | 1937–1939      |          |
| Holloway, John          | 1939–1941      | 植物学   |
| Archey, Gilbert         | 1941–1943      |          |
| Allan, Harry            | 1943–1945      |          |
| Benson, Noel            | 1945–1947      |          |
| Marsden, Ernest         | 1947           |          |
| Falla, Robert           | 1947–1950      |          |
| Callaghan, Frank        | 1950–1952      |          |
| Oliver, Walter          | 1952–1954      |          |
| Miller, David           | 1954–1956      | 昆虫学   |
| Briggs, Bob             | 1956–1958      | 化学     |
| Allan, Robin            | 1958–1960      |          |
| Dixon, Joseph           | 1960–1962      |          |
| Fleming, Charles        | 1962–1964      | 鳥学     |
| Barnett, Miles          | 1964           |          |
| Fleming, Charles        | 1964–1966      | 鳥学     |
| Miles, John             | 1966–1970      | 微生物学 |
| Willett, Dick           | 1970–1974      |          |
| Burns, Malcolm          | 1974–1977      |          |
| Dell, Richard           | 1977–1981      |          |
| Bollard, Ted            | 1981–1985      |          |
| Hatherton, Trevor       | 1985–1989      |          |
| Dodd, Jack              | 1989–1993      |          |
| Black, Philippa         | 1993–97        |          |

| 氏名             | 在任期間（年） | 専門分野   |
| ---------------- | -------------- | ---------- |
| Scott, John      | 1997–2000      |            |
| Simpson, Gil     | 2000–2003      |            |
| Watson, Jim      | 2004–2006      | 生物学     |
| Jordan, Neville  | 2006–2009      |            |
| Carnaby, Garth   | 2009–2012      |            |
| Skegg, David     | 2012–2015      |            |
| Bedford, Richard | 2015–2018      | 人文地理学 |
| Larner, Wendy    | 2018–2021      |            |
| Clothier, Brent  | 2021–2024      |            |
| Harding, Jane    | 2024–現職      |            |

## フェローと学士院制度
1997年の法改正により、それまで王立協会が行っていたフェロー選考を学士院（The Academy）へ移管した。選考を担当する学士院諮問委員会（The Committee）を新設し、同委員8名が最終決定権を預かり、最高責任は委員長（1名）が担う。協会の3部門それぞれに諮問委員会を設けてあり、「生物・生理学」「自然科学・数学・技術・工学」「人文学・社会科学」の各委員会に11名を上限として選考委員を置く。
当協会は科学、工学、人文科学の研究または進歩に傑出した業績を達成した人物を判断して、随時、「ニュージーランド王立協会フェロー」に選ぶ。
それぞれの時点のフェローの定数は、評議会と学士院諮問委員会の間で取り決める。フェローに選ばれると、肩書きの略称「FRSNZ」（Fellow of the Royal Society of New Zealandの頭字語）を自らの姓名の後に添えることが認められる。その略称にはその他の文字または称号もあり、学士院諮問委員会と評議会が合議して決める。学界を引退したり外国籍の人物は、この肩書きに名誉フェローを意味する「Hon FRSNZ」を用いる。名誉フェローは終身の名誉職である。
最初の女性フェローは1936年に選出されたキャスリーン・カーティス。
日本から地質学者・地理学者の太田陽子（横浜国立大学名誉教授、専修大学元教授）が「名誉フェロー」の称号を授与されている。

## 理事長
ダイアン・マッカーシー（Di McCarthy ウィキデータ）は2007年から2014年にわたり、理事長職にあった。後任はアンドリュー・クレランド（Andrew Cleland 2014年–2021年）、シンディ・キロ（Cindy Kiro）は2021年3月1日に任ぜられ（在任3月1日から11月29日）着任早々、ニュージーランド総督に着任すると、同年7月に理事長職をジーランディア会長のポール・アトキンス（Paul Atkins ウィキデータ）に交代すると公表された。

## 下部組織
当協会に所属する個人会員と団体会員のうち、構成団体は研究と知識、革新分野関連の課題を特定して解決を支える点で当協会と趣旨が通じており、その活動は当協会の研究情報や活動に連携する。構成団体は以下のとおり（一覧は完全ではない）。
| 分野              | 名称 | 仮訳                                                                                            |
| ----------------- | --- | ----------------------------------------------------------------------------------------------- |
| ジェンダー        | Association for Women in the Sciences                                                                              | 科学における女性協会                                                                            |
| 社会人類学        | Association of Social Anthropologists of Aotearoa/New Zealand                                                      | ニュージーランド社会人類学者協会                                                                |
| 地球科学          | Geoscience Society of New Zealand                                                                                  | ニュージーランド地球科学会                                                                      |
| 気象学            | Meteorological Society of New Zealand                                                                              | ニュージーランド気象学会                                                                        |
| 考古学            | New Zealand Archaeological Association                                                                             | ニュージーランド考古学協会                                                                      |
| 科学              | New Zealand Association of Scientists                                                                              | ニュージーランド科学者協会                                                                      |
| 生態学            | New Zealand Ecological Society                                                                                     | ニュージーランド生態学会                                                                        |
| 淡水科学          | New Zealand Freshwater Sciences Society                                                                            | ニュージーランド淡水科学会                                                                      |
| 地理学            | New Zealand Geographical Society                                                                                   | ニュージーランド地理学会                                                                        |
| 地学              | New Zealand Geothermal Association                                                                                 | ニュージーランド地熱協会                                                                        |
| 歴史学            | New Zealand Historical Association                                                                                 | ニュージーランド歴史協会                                                                        |
| 水文学            | New Zealand Hydrological Society                                                                                   | ニュージーランド水文学会                                                                        |
| 農学 園芸学       | New Zealand Institute of Agricultural & Horticultural Science                                                      | ニュージーランド農業園芸科学研究所                                                              |
| 化学              | New Zealand Institute of Chemistry                                                                                 | ニュージーランド化学研究所                                                                      |
| 経済学            | New Zealand Institute of Economic Research                                                                         | ニュージーランド経済研究所                                                                      |
| 食品科学          | New Zealand Institute of Food Science and Technology                                                               | ニュージーランド食品科学技術研究所                                                              |
| 物理学            | New Zealand Institute of Physics                                                                                   | ニュージーランド物理学研究所                                                                    |
| 海洋学            | New Zealand Marine Sciences Society                                                                                | ニュージーランド海洋科学協会                                                                    |
| 数学              | New Zealand Mathematical Society                                                                                   | ニュージーランド数学会                                                                          |
| 生物学            | New Zealand Microbiological Society                                                                                | ニュージーランド微生物学会                                                                      |
| 植物学 環境       | New Zealand Plant Protection Society                                                                               | ニュージーランド植物保護協会                                                                    |
| 政治学            | New Zealand Political Studies Association< Te Kahui Tatai Torangapu o Aotearoa                                     | ニュージーランド政治学会 テ・カフイ・タタイ・トランガプ・オ・アオテアロア                       |
| 心理学            | en:New Zealand Psychological Society                                                                               | ニュージーランド心理学会                                                                        |
| 生化学 分子生物学 | New Zealand Society for Biochemistry and Molecular Biology                                                         | ニュージーランド生化学・分子生物学会                                                            |
| 寄生虫学          | New Zealand Society for Parasitology                                                                               | ニュージーランド寄生虫学会                                                                      |
| 内分泌学          | New Zealand Society of Endocrinology                                                                               | ニュージーランド内分泌学会                                                                      |
| 植物学            | New Zealand Society of Plant Biologists (NZSPB)                                                                    | ニュージーランド植物学会 (NZSPB)                                                                |
| 土壌学            | New Zealand Society of Soil Science                                                                                | ニュージーランド土壌学会                                                                        |
| 統計学            | New Zealand Statistical Association                                                                                | ニュージーランド統計学会                                                                        |
| 栄養学            | Nutrition Society of New Zealand                                                                                   | ニュージーランド栄養学会                                                                        |
| 生理学            | Physiological Society of New Zealand                                                                               | ニュージーランド生理学会                                                                        |
| 人口学            | Population Association of New Zealand                                                                              | ニュージーランド人口協会                                                                        |
| 天文学            | Royal Astronomical Society of New Zealand                                                                          | ニュージーランド王立天文学会                                                                    |
| 社会学            | Sociological Association of Aotearoa NZ (SAANZ)                                                                    | ニュージーランド社会学会（SAANZ）                                                               |
| 鳥学              | The Ornithological Society of New Zealand Inc. Te Kāhui Mātai Manu o Aotearoa                                      | ニュージーランド鳥学会                                                                          |
| 哲学              | Australasian Association of Philosophy                                                                             | オーストララシア哲学協会 （国外の団体）                                                         |
| 光学              | Australian and New Zealand Optical Society                                                                         | オーストラリア・ニュージーランド光学会 （国外との合同団体）                                     |
| 免疫学            | Australian and New Zealand Society for Immunology (New Zealand branch)                                             | オーストラリア・ニュージーランド免疫学会 （国外団体のニュージーランド支部）                     |
| 薬理学 毒物学     | Australasian Society of Clinical and Experimental Pharmacologists and Toxicologists (ASCEPT) (New Zealand Section) | オーストラレーシア臨床・実験薬理学者・毒物学者協会（ASCEPT） （国外団体のニュージーランド部門） |
| 教育哲学          | Philosophy of Education Society of Australasia                                                                     | オーストラレーシア教育哲学協会 （国外の団体）                                                   |

### 地域の下部組織
地域の下部組織（すなわち支部）は地理的分布を反映する。

## 提携団体
当協会の提携団体には、政策や科学教育、博物館部門など、さまざまな分野で活動する組織がある。

## 賞・メダル
| 名称                                    | 対象 | 副賞                                                             | 授与年  |
| --------------------------------------- | --- | ---------------------------------------------------------------- | ------- |
| キャハラン・メダル                      | サイエンス・コミュニケーションの発展に貢献した科学者                                                              |                                                                  | 各年    |
| チャールズ・フレミング環境賞            | 環境保護研究に貢献した科学者                                                                                      | 賞金（内訳は記念講演開催料とロンドンの王立協会訪問にかかる経費） | 3年ごと |
| クーパー・メダル                        | 科学の発展に貢献した研究                                                                                          |                                                                  | 2年ごと |
| デーム・ジョン・メッジェ・メダル        | 社会科学領域の発展に貢献した研究                                                                                  |                                                                  | 2年ごと |
| ハミルトン記念メダル                    | ニュージーランドおよび南太平洋の若手研究者による研究                                                              | 賞金1000ドル                                                     | 各年    |
| ハザートン賞                            | 博士課程在学中（または修了後2年以内）の大学院生が発表者であり、物理学・地球科学・数学・情報科学に関する顕著な論文 | 賞金500ドル                                                      | 各年    |
| ヘクター・メダル                        | 化学・物理学・数学・情報科学に関する顕著な研究                                                                    |                                                                  | 各年    |
| 人文科学アロヌイ・メダル                | 人文科学の領域で顕著な研究                                                                                        |                                                                  | 各年    |
| ハットン・メダル                        | 地球科学・植物科学・動物科学の領域で顕著な研究                                                                    |                                                                  | 各年    |
| ジョーンズ・メダル                      | 応用数学と統計学の領域で顕著な研究を残した科学者                                                                  | 賞金5000ドル                                                     | 2年ごと |
| レオナルド・コケイン記念講演            | 植物学の領域で発展的な貢献を残した人物                                                                            | 登壇する記念講演会                                               | 3年ごと |
| マクダイアミッド・メダル                | 化学領域で顕著な貢献と発展的研究を残した科学者                                                                    |                                                                  | 各年    |
| マソン・ダリエ・メダル                  | 社会科学の領域で国際社会への発展に貢献した社会科学者                                                              |                                                                  | 各年    |
| ピカリング・メダル                      | 技術革新と発明領域で顕著な貢献を残した科学者                                                                      |                                                                  | 各年    |
| ポウ・アロヌイ賞                        | 人文科学の領域で顕著な研究業績を残した人文科学者                                                                  |                                                                  | 各年    |
| R・J・スコット・メダル                  | 工学と技術領域で顕著な研究業績を残し、ニュージーランド国内で活動する科学者                                        |                                                                  | 各年    |
| ラザフォード・メダル （王立協会最高賞） | 全学術領域を通して顕著な研究業績およびニュージーランド社会へ貢献した人物およびグループに対し授与                  | 副賞は賞金10万ドル                                               | 各年    |
| サー・チャールズ・ハーカス・メダル      | バイオメディカルと健康科学の領域で顕著な研究業績を残した科学者                                                    |                                                                  | 2年ごと |
| T・K・サイディ・メダル                  | 物理学領域で顕著な研究業績を残した科学者                                                                          |                                                                  | 3年ごと |
| テ・ランギ・ヒロア・メダル              | 社会科学の領域（特に社会史、文化多様性、社会経済学、医療人類学研究）で顕著な業績を残した科学者                    |                                                                  | 2年ごと |
| トーマス・メダル                        | 経営科学の領域で指導力を発揮し、ニュージーランド社会と技術発展に貢献した学者                                      |                                                                  | 各年    |

研究助成制度
- ジェームズ・クック研究助成（英語版）
- ラザフォード発見助成（英語版）

## 主な出版物
紀要とその変遷
発行年順にまとめる。
- 1913年、『Transactions and proceedings of the New Zealand Institute』発行（ニュージーランド王立協会紀要）[注 12]

発行元に変遷があり、第45巻–63巻第4部（1933年12月号）はJohn Mackay（1913-1934年）。
1934年発行分から本誌の出版はOtago Times and Witness Newspapers社が担当する（所在地ダニーデン）
- 組織改称前の誌名（1952年–）は『Transactions of the Royal Society of New Zealand』[36]。
- 1952年、植物学編の前誌を発行[36][38]、1961年に『Transactions of the Royal Society of New Zealand. Botany』（Royal Society of New Zealand[39]）となり、その後、本誌[40]に併合。
- 1961年発行の生物学編の分冊は旧『Transactions of the Royal Society of New Zealand. Zoology』[41]だが、まず1968年に別の分冊『……. Biological sciences』に併合、その後1971年に内容を変更して本誌に統合[40][注 14]

- 1971年から本誌に併合して『Journal of the Royal Society of New Zealand』（Royal Society of New Zealand、1971年–）となる。
- 『Journal of the Royal Society of New Zealand』第54巻第5号：特集号。ニュージーランド王立協会誌

- 1961年に地学編を発行。『Transactions of the Royal Society of New Zealand. Earth sciences』ニュージーランド王立協会紀要：地球科学編[注 15]。
- 1967年、海洋生物学編を発行。New Zealand. Dept. of Scientific and Industrial Research; Royal Society of New Zealand, eds (1967). New Zealand journal of marine and freshwater research (Dept. of Scientific and Industrial Research). ISSN 00288330. NCID AA00756013.
- 1971年、ジェームズ・クック生誕200周年。
  - 『Cook Bicentenary Expedition in the South-West Pacific 1969』クック生誕200周年記念1969年南西太平洋探検隊[30]
- 1989年、植物学編[45]

### 書籍
分野ごとに発行年順。

| 医学 - Royal Society of New Zealand 編『Drugs and medicines in sport : their use and abuse』19号、Royal Society of New Zealand〈Miscellaneous series〉、1990年。ISBN 0908654251。 NCID BA73755847。 | 化学 - International Union of Pure Applied Chemistry. Organic Chemistry Division、Royal Society of New Zealand 編『The chemistry of natural products-10 : plenary lectures presented at the tenth International Symposium on the Chemistry of Natural Products, Dunedin, New Zealand, 23-28 August 1976』（1st ed）Pergamon Press、1978年。ISBN 0080211984。 NCID BA20078751。 | 生物学 - International Radiocarbon Conference 編『Proceedings of the 8th International Conference on Radiocarbon Dating : held at Lower Hutt, New Zealand 18-25 October, 1972』[Royal Society of New Zealand]、1973年。 NCID BB15475862。 |

| 地学 「Large earthquakes in New Zealand : anticipation, precaution, reconstruction」 - ホークスベイ地震50周年を記念した会議の予稿集に掲載（ネーピア、1981年1月31日–2月3日） - Earth Deformation Committee, Royal Society of New Zealand, ed (1986). Review of earth deformation studies in New Zealand, 1973-1983. Miscellaneous series. 13. The Royal Society. ISBN 090865412X. NCID BA44572264. "report of the Royal Society of New Zealand, October 1985" - Weaver, S. D.; Johnson, R. W. (R. Wally); Symposium "Geochemistry of Eruptive Magmas--Tectonic Controls on Petrogenesis" et al., eds (1987). Tectonic controls on magma chemistry. Elsevier. ISBN 0444428623. NCID BA01319861 | 南極研究 - National Committee for Antarctic Research; New Zealand Antarctic Programme; Antarctica New Zealand (1995). Standing Committee on Antarctic Research, Royal Society of New Zealand. ed. Annual SCAR report on national Antarctic scientific activities. Royal Society of New Zealand.. NCID AA12201606 - Royal Society of New Zealand, ed (1999). 8th International Symposium on Antarctic Earth Sciences, 5-9 July 1999. Royal Society of New Zealand. ISBN 0908654928. NCID BB26072391 |  |

### 注
1. 受賞者に含む人物は、Owen Catchpole（後列向かって左から2人目）、Mark Calcott（同3人目）、Beverley Lawton（同中央）、その右はGeoffrey Waterhouse、Clive Aspin（同右端）。
2. 受賞者に含む人物は、Owen Catchpole（後列向かって左から2人目）、Mark Calcott（同3人目）、Beverley Lawton（同中央）、その右はGeoffrey Waterhouse、Clive Aspin（同右端）。
3. ↑  受賞者に含む人物は、Owen Catchpole（後列向かって左から2人目）、Mark Calcott（同3人目）、Beverley Lawton（同中央）、その右はGeoffrey Waterhouse、Clive Aspin（同右端）。
4. ↑  
| 区分 | 人数（人）   | 備考   |                                      |
| ---- | ------------ | ------ | ------------------------------------ |
| 一般 | 一般         | 1200超 | 高校生以上。学識経験を問わない。     |
| 上級 | フェロー     | 379    | 評議会が選出。                       |
| 上級 | 名誉フェロー | 70     | 現役を退いたもしくは外国籍のフェロー |
5. ↑  当協会の傘下に入った学術組織の英文名称はそれぞれ、次の通り。
  - オークランド学会、Auckland Institute、
  - ウェリントン哲学協会、Wellington Philosophical Society
  - カンタベリー哲学協会、Philosophical Institute of Canterbury
  - ウェストランド自然主義者会派協会Westland Naturalists' and Acclimatization Society
6. ↑  学識経験者の公開書簡は雑誌掲載[12]の後に、オンラインサイト「www.fsu.nz」に再掲された[13]。
7. ↑  英語版のカテゴリを参照→en:Category:Royal Society of New Zealand。
8. ↑  1997年改訂後の各版[19]。
9. ↑  New Zealand Council Office管轄[21]。
10. ↑  歴代のフェローは、総覧ではないが英語版のまとめた当協会フェローのカテゴリ（Fellows of the Royal Society of New Zealand）を参照。
11. ↑  根拠となる規定は「Royal Society of New Zealand Amendment Act 2012: Royal Society of New Zealand Act 1997, Section 10」（2012年改訂、ニュージーランド王立協会法1997年第10項に準拠）[22][23]。
12. ↑  協会紀要は評議会の管轄下で発行[34]。第45巻–57巻は毎号「新刊」と銘打ち、第58巻–63巻は「季刊」。
13. ↑  紀要は1934年以降、現在の出版社[35]。また既存の分野ごとの分冊を併合して出版を続けた[36][37]。
14. ↑  生物学編の継続前誌（1961年–）は『Transactions of the Royal Society of New Zealand. Zoology』。1968年から本誌の継続前誌[38]にいったん併合。
15. ↑  
紀要の地球科学編は、前誌[43]、分冊の時代があり[44]、継続後誌に併合[40]